# مغنولية سبرنغرية
ماغنوليا سبرنغرية (الاسم العلمي: Magnolia sprengeri) هي نوع من النباتات تتبع جنس الماغنوليا من الفصيلة الماغنولية.